# Peshtigo (rivière)
Pour les articles homonymes, voir Peshtigo.
La rivière Peshtigo est une rivière américaine d'une longueur de 219 km qui coule dans l’État du Wisconsin. Elle se jette dans la baie de Green Bay qui est une baie secondaire du lac Michigan.

## Traduction
- (de) Cet article est partiellement ou en totalité issu de l’article de Wikipédia en allemand intitulé « Peshtigo River » (voir la liste des auteurs).